# Temsüla Ao
Pour les articles homonymes, voir Ao.
Temsüla Ao, née le 25 octobre 1945 à Jorhat (présidence du Bengale) en Inde britannique et morte le 9 octobre 2022 à Dimapur dans le Nagaland (Inde), est une poétesse, nouvelliste et ethnographe indienne.
Professeur d'anglais, elle écrit la plupart de ses ouvrages dans cette langue. Elle publie notamment cinq recueils de poésie de 1988 à 2007, deux recueils de nouvelles et un ouvrage de critique littéraire.
Comme ethnographe, elle recueille les traditions orales des Amérindiens, puis celles des Ao Naga pendant douze ans, et publie ses résultats en 2000.
La principale distinction qu'elle reçoit est le prix Padma Shri en 2007.

## Biographie

### Jeunesse et formation
Temsüla Ao naît le 25 octobre 1945 à Jorhat en Assam,.
Elle est diplômée du Ridgeway Girls 'High School, à Golaghat en Assam, puis obtient son BA avec distinction au Fazl Ali College, à Mokokchung, dans le Nagaland. Elle obtient ensuite sa maîtrise en anglais de l'Université Gauhati, Assam. De l'université d'anglais et de langues étrangères à Hyderabad, elle reçoit son diplôme d'études supérieures en enseignement de l'anglais et un doctorat du NEHU. Elle est Fulbright Fellow à l'université du Minnesota en 1985 - 1986,.

### Carrière culturelle et littéraire
Temsüla Ao est professeur d'anglais à partir de 1975 à la North Eastern Hill University (NEHU). Elle enseigne jusqu'à sa retraite. Elle écrit en anglais un livre de critique littéraire, Henry James 'Quest for an Ideal Heroine, qui est publié en 1989 par Writers Workshop. Elle est directrice du centre culturel de la zone nord-est à Dimapur entre 1992 et 1997 sur délégation du NEHU.
En poésie, Temsüla Ao publie cinq ouvrages. Ses deux premiers recueils de poésie sont Chansons qui racontent (1988) et Chansons qui essaient de dire (1992), qui paraissent à Calcutta aux éditions Writers Workshop. Elle publie ensuite Chansons de plusieurs humeurs (1995) aux éditions Kohima Sahitya Sabha, puis Chansons d'ici et d'ailleurs (2003) aux éditions de la North Eastern Hill University. Son dernier recueil est Chansons de l'autre vie (2007), publié chez Grasswork Books, à Pune.
Temsüla Ao écrit aussi des nouvelles, qu'elle publie en deux recueils, Ces collines appelées à la maison : histoires de la zone de guerre, Zubaan et Laburnum pour ma tête, Penguin India (2009). Son premier recueil de nouvelles se compose de dix nouvelles et traite de l'insurrection au Nagaland déclenchée par le droit à l'autodétermination du peuple Naga.
Pour son recueil de nouvelles Laburnum for My Head, elle reçoit en 2013 le prix Sahitya Akademi décerné par la Sahitya Akademi, l'académie nationale indienne de littérature.
Ses œuvres sont traduites en allemand, français, assamais, bengali et hindi.
Elle reçoit le prix honorifique Padma Shri en 2007. Elle est également titulaire de la médaille d'or du gouverneur 2009, décernée par le gouvernement de Meghalaya. Elle est reconnue comme l'une des principales voix littéraires en anglais à émerger du nord-est de l'Inde avec Mitra Phukan et Mamang Dai.

### Ethnographe
Quand Temsüla Ao était à l'Université du Minnesota en tant que boursière Fulbright, elle entre en contact avec les Amérindiens. Elle apprend leur culture, leur patrimoine et surtout leur tradition orale. Ce travail mémoriel l'a incitée à conserver la trace de la tradition orale de sa propre communauté, Ao Naga. De retour de l'université du Minnesota, elle travaille sur la tradition orale pendant environ douze ans. Elle rassemble les mythes, les contes populaires, le folklore, les rituels, la loi, la coutume, le système de croyance. Elle en retire un ouvrage ethnographique sous le nom de tradition orale Ao-Naga, qui est publié en 1999 par Bhasha Publications, Baroda. Ce livre est le document le plus authentique sur la communauté Ao-Naga.

### Mort
Temsüla Ao meurt le 9 octobre 2022 au centre médical Eden, à Dimapur dans le Nagaland.

## Œuvres

### Poésie
- Chansons qui racontent, Calcutta, éditions Writers Workshop, 1988.
- Chansons qui essaient de dire, Calcutta, éditions Writers Workshop, 1992.
- Chansons de plusieurs humeurs, éditions Kohima Sahitya Sabha, 1995.
- Chansons d'ici et d'ailleurs, éditions de la North Eastern Hill University, 2003.
- Chansons de l'autre vie, Pune, Grasswork Books, 2007.

### Nouvelles
- Ces collines appelées à la maison : histoires d'une zone de guerre, Zubaan / Penguin, recueil de nouvelles.
- Laburnum pour ma tête, Penguin, 2009, recueil de nouvelles.

### Divers
- Henry James 'Quest for an Ideal Heroine, Writers Workshop, 1989, ouvrage de critique littéraire.
- Tradition orale Ao-Naga, ethnographie, 2000.
- En cas de doute, essai[7].

## Prix et distinctions
- Padma Shri, 2007[8].
- Médaille d'or du gouverneur, 2009.
- Prix Sahitya Akademi, 2013.